# Trichomanes alatum
Espèce
Trichomanes alatum est une espèce de fougères de la famille des Hyménophyllacées.

## Description
Cette espèce a les caractéristiques suivantes :
- le rhizome se termine en port cespiteux, avec un court stipe où s'ordonnent des racines brun-foncé à noires ;
- le pétiole et le rachis sont bordés de deux ailes diamétralement, ce qui est à l'origine de l'épithète spécifique ;
- le limbe est lancéolé, divisé deux fois, avec une pilosité assez abondante ;
- les sores sont situés à la base des segments ;
- l'indusie est tubulaire ;
- chaque sore porte une longue columelle foncée (de deux à trois fois la longueur de l'indusie).

Comme Vandenboschia speciosa, il semblerait que son stade gamétophyte puisse perdurer.

## Distribution
Cette espèce, hémi-épiphyte, est présente en Amérique tropicale, dont la Guyane et aux Antilles.

## Position taxinomique
Trichomanes alatum est classée dans le sous-genre Trichomanes.
Elle compte un synonyme : Trichomanes lineare Bosch (1861), homonyme de Trichomanes lineare Sw..
Plusieurs variétés ont été décrites, dont certaines sont des synonymes :
- Trichomanes alatum var. attenuatum (Hook.) Bonap. (1918) : voir Trichomanes attenuatum Hook.
- Trichomanes alatum subsp. delicatum (Bosch) Domin (1929) - Équateur (Synonyme : Trichomanes delicatum Bosch)
- Trichomanes alatum var. depauperatum Domin (1929) - Caraïbe et Amérique du Sud
- Trichomanes alatum subsp. eualatum Domin (1929) - Caraïbe, Venezuela
- Trichomanes alatum subvar. latealatum Domin (1929) - Île Saint-Christophe
- Trichomanes alatum subvar. margaritae Domin (1929) - Venezuela, Amérique du Sud
- Trichomanes alatum var. ptilodes (Bosch) Domin (1929) - Jamaïque, Guadeloupe, Venezuela - Synonymes : Trichomanes ptilodes Bosch, Ptilophyllum ptilodes (Bosch) Bosch
- Trichomanes alatum var. radicatulum Jenman (1898) - Caraïbe
- Trichomanes alatum var. svartzianum Domin (1929) - Jamaïque (Caraïbe et Amérique du Sud).

## Historique

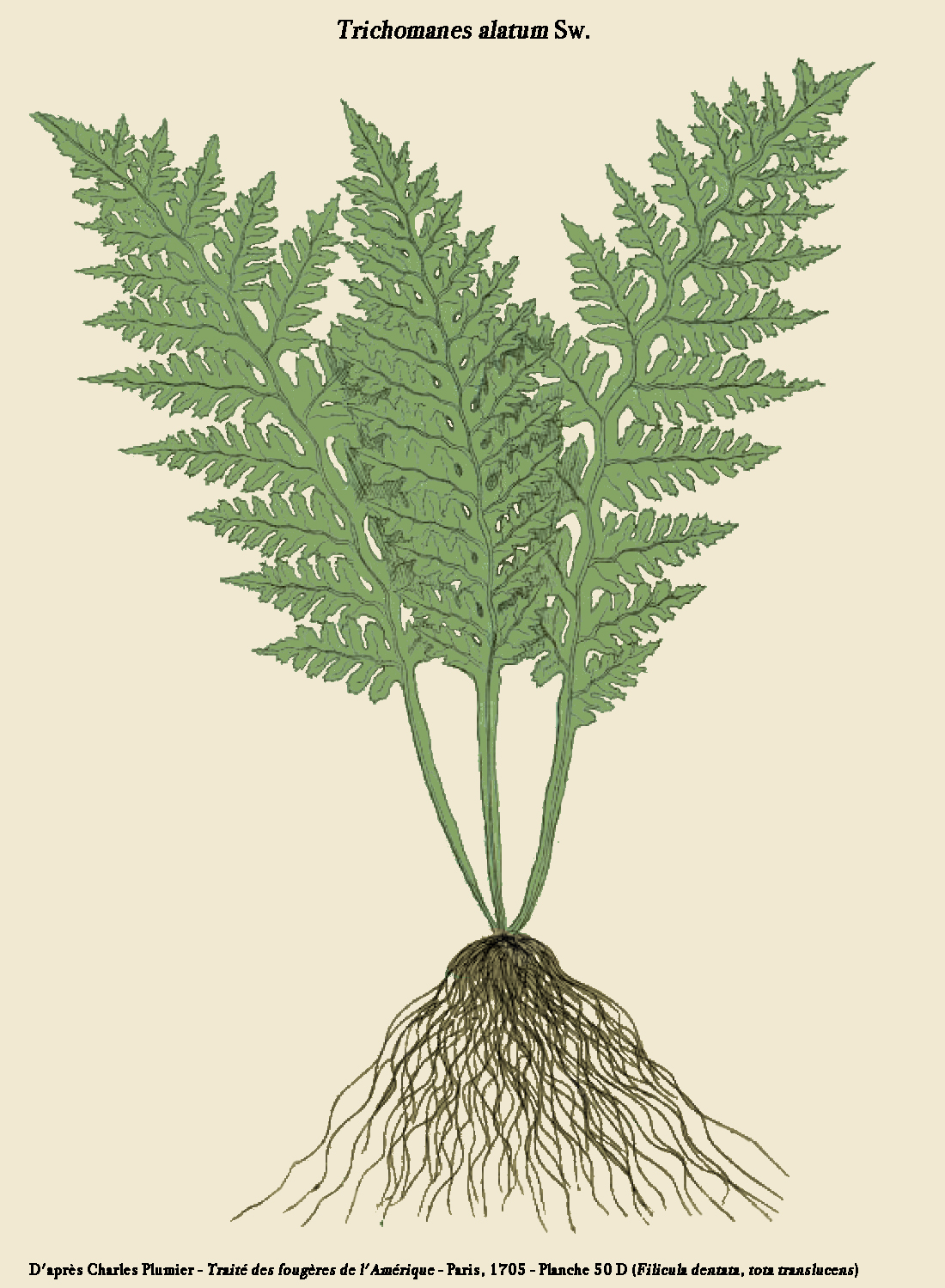
Dessin de Charles Plumier Filicula dentata, tota translucens

Cette espèce a été décrite par Charles Plumier, sous le nom de Filicula tota transluscens, Traité des fougères de l'Amérique, Paris, 1705 - p. 73-74 et figure 50 D. La confirmation à partir de la planche, rapprochée du spécimen n° 25 conservé dans l'herbier de Sébastien Vaillant, a été apportée par Georges Cremers et Cécile Aupic en 2007.
La description qu'en donne Charles Plumier est la suivante :
« Quand on arrache de la terre la racine de cette plante, elle ressemble à une petite queue de cheval, n'étant proprement formée que de quantité de fibres assez longues, très noires et très déliées ; elle ne pousse de la tête tout au plus que trois ou quatre feuilles longues d'environ demi-pied, larges de près de deux pouces, si minces et si déliées que, quand on les regarde au soleil, elles paraissent comme transparentes ; leur extrémité est pointue, et tout leur contour découpé fort profondément en des parties terminées aussi en pointe, et toutes refendues encore en plusieurs autres parties un peu émoussées, et crénelées par une petite dentelure : leur devant est tout-à-fait uni, luisant et d'un très beau vert, mais leur dos, soutenu par une petite nervure noire, est presque entièrement couvert d'une petite mousse verdâtre ou d'une poussière rousse.
Je n'ai jamais pu découvrir la semence de cette plante. »
En 1800, Olof Peter Swartz, à partir d'un exemplaire de la Jamaïque, la nomme Trichomanes alatum en référence à la membrane le long du pétiole et du rachis.
En 1851, Karel Bořivoj Presl la place dans le sous-genre Pseudoachomanes.
En 1974, Conrad Vernon Morton la place dans la section Acarpacrium du sous-genre Achomanes du genre Trichomanes.
En 2006, Atsushi Ebihara, Jean-Yves Dubuisson, Kunio Iwatsuki, Sabine Hennequin et Motomi Ito prennent Trichomanes alatum comme espèce représentative du genre Trichomanes, sous-genre Trichomanes.